# 機能の全体的評定尺度
機能の全体的評定尺度（きのうのぜんたいてきひょうていしゃくど、Global Assessment of Functioning、GAF）とは、精神保健従事者や医師が、成人の社会的・職業的・心理的機能を評価するのに用いられている1～100の数値スケールである。GAFはDSM-IV-TRの33ページに記載され、その数値には幅がある。
DSM-5においてはGAFスコアはもはや用いられず、代わりにWHO Disability Assessment Schedule (WHODAS) を提案している。

## GAFスケール
数値が大きいほど健康である。